# روي لوبيث دي سيجورا

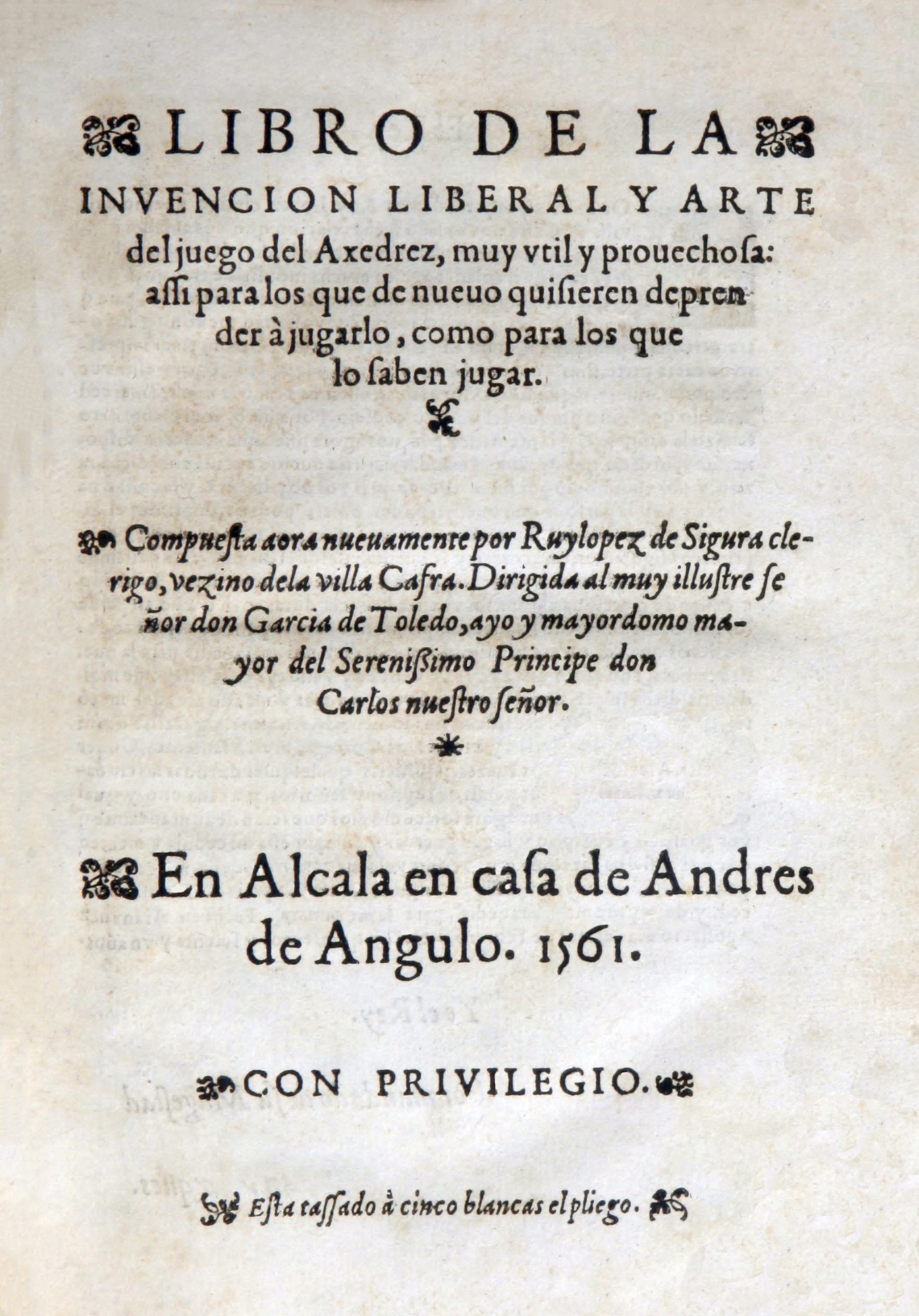
غلاف كتاب الاختراع الحر وفن لعب الشطرنج.

رودريجو لوبيث دي سيجورا، (بالإسبانية: Rodrigo López de Segura) والمعروف بروي لوبيث (1530- 1580) هو راهب إسباني والذي أصبح أسقفا فيما بعد، ولاعب. في عام 1950، نشر كتابه الاختراع الحر وفن لعب الشطرنج، والذي يعتبر من ثاني المراجع المهمة حول لعبة الشطرنج الأوروبية بعد كتاب بيدرو داميانو الذي نشر عام 1512.
ولد في مدينة صفراء بالقرب من بطليوس، وقد يكون من أصول كونفرسوية يهودية، درس وعاش في سلامنكا. يعتبره الكثيرون أول بطل عالمي غير رسمي في لعبة ال، إذ أنه فاز في أول بطولة لل الحديثة في مدريد. ما بين عامي 1574 و75 خسر عدة مباريات أمام ليوناردو دي بونا، وهو محام من كالابريا، وأمام باولو بوي.

## افتتاحياته
سميت بعض افتتاحيات ال باسمه منها افتتاحية روي لوبيث أو ما يسمى أيضاً ويصنف في موسوعة افتتاحيات الشطرنج باسم الافتتتاح الإسباني: (1. e4 e5 2. Nf3 Nc6 3. Bb5) كما تفرعاتها (1.e4 e5 2. Nf3 Nf6 3. Nxe5 Qe7) المعرفة بدفاع بيتروف.

## وصلات خارجية
- روي لوبيز دي سيغورا على موقع مباريات الشطرنج (الإنجليزية)
- روي لوبيز دي سيغورا على موقع 365Chess.com (الإنجليزية)

- روي سيجورا على موقع Chessgames.com
- * (بالإنجليزية) جايكوب سارات: أعمال داميانو، روي لوبيز وسالفيو في لعبة الشطرنج